# Andrzej Łabęcki
Andrzej Dunin Łabęcki herbu Łabędź (zm. 1817) – wojski większy żydaczowski w 1793 roku, miecznik latyczowski w latach 1786–1793, wojski mniejszy czerwonogrodzki w latach 1783–1786.
Był deputatem województwa podolskiego na Trybunału Głównego Koronnego w Piotrkowie w 1782 roku. Poseł na sejm 1784 roku z województwa podolskiego.